# Mitsumi Electric
A Mitsumi Electric Co., Ltd. (ミツミ電機株式会社; Hepburn: Mitsumi Denki Kabushiki-gaisha) egy japán fogyasztói elektronikai alkatrészeket gyártó cég volt, melyet 1954-ben alapítottak.
A cég részvényeit jegyezte a Tokiói Tőzsde (Tokyo Stock Exchange), illetve elemét képezte a Nikkei 225 tőzsdei részvényindexnek (a jogutód ma is).
Termékeit az ázsiai, európai, illetve amerikai leányvállalatai biztosították. A Mitsumi elsősorban számítógépes (beleértve: asztali számítógép, laptopok, szerverek, továbbá a Famicom Disk System) perifériák, beviteli egységek (pl. floppy meghajtók, CD-ROM-ok) OEM gyártójaként volt ismert.
2017. január 27-én a Minebea egyesült a Mitsumival és a közös cég azóta MinebeaMitsumi néven folytatja kibővült tevékenységét.

## Termékek

### Játékkonzol kontrollerek
A Mitsumi legjelentősebb termékvonala a videójáték-konzol kontrollerek volt. Ez a cég gyártotta a következő játékkonzolok hivatalos kontrollereit:
- Nintendo Entertainment System/Famicom kontroller[3]
- Super Nintendo Entertainment System/Super Famicom kontroller
- Nintendo GameCube kontroller (csak egyes revíziók) és WaveBird vezeték nélküli kontroller
- Panasonic 3DO kontroller
- Wii távirányító és Wii Nunchuk kontroller (csak egyes revíziók)
- PlayStation szabványos, illetve DualShock kontrollerek (csak egyes revíziók)
- PlayStation 2 DualShock 2 kontroller (csak egyes revíziók)
- Xbox eredeti 'Duke' kontroller, továbbá a korai 'Controller S' modellek

### Egyebek
- Mitsumi egér
- Mitsumi D353M3D floppy meghajtó
- A HCCS Ultimate A5000 egy korai CD interfész Acorn számítógépekhez
- Mitsumi LU005S CD-ROM meghajtó és vezérlőkártya
- Mitsumi KPQ-E99ZC-12 angol kiosztású billentyűzet
- Az Amiga 1000 Mitsumi gyártmányú billentyűzete
- Az Apple Keyboard II Mitsumi gyártmányú billentyűzet

- Wi-Fi NYÁK-lap Nintendo DS rendszerekhez.
- Távirányítók több háztartási elektronikai márka számára.[3]
- Számítógépes billentyűzetek különféle számítógép gyártóknak[3] (pl. Apple Pro billentyűzet, az Amiga 1000 és Amiga 500 billentyűzete, a Commodore VIC-20 és a TI-99/4A billentyűzete stb.)
- egerek[3] és floppy meghajtók különféle számítógép gyártóknak (pl. Amiga floppy meghajtók)
- A Nintendo Wii U egyes rendszerelemei.
- Az XM Satellite Radio egyes rendszerelemei.